# Naši dani (album Grupe 220)
Naši dani debitanski je studijski album zagrebačkog rock sastava Grupa 220, koji je objavljen u studenome 1968. godine, a objavila ga je diskografska kuća Jugoton. Album je prvo autorsko izdanje tog formata na prostoru bivše Jugoslavije. Materijal je snimljen početkom studenoga 1968. godine, uoči samog Mlinarčevog odlaska u Rijeku na odsluženje vojnog roka. 
Na ploči se nalazi dvanaest skladbi od kojih tri potpisuje Vojko Sabolović, jednu su zajedno skladali Mlinarec i Živković, a ostale je napisao sam Mlinarec. Sabolović se bavio laganim ljubavnim temama dok je Mlinarec radio na složenijim formama, što je bilo u skladu s tadašnjim vremenom. Dok je Mlinarec bio na odsluženju vojnoga roka, dolazi i do prvih nesuglasica među članovima sastava. Mlinarec za vrijeme služenja vojnog roka donosi odluku da se po povratku profesionalno posveti glazbi, ali i da pokuša izbjeći sve negativne predznake koje mu donosi popularnost.
U to vrijeme Grupa 220 polako se počinje razilaziti. U svibnju 1969. godine Branimir Živković odlazi u sastav Zlatni akordi, a njega mijenja Davor Štern (bivši član "Zlatnih akorda"). Nakon toga iz sastava odlazi Vojko Sabolović, koji započinje samostalnu pjevačku karijeru, a 1971. godine počinje svirati gitaru u sastavu Pro arte. Početkom 1970. godine Vojislav Mišo Tatalović odlazi na odsluženje roka i tada sastav prestaje s radom.
Po albumu Naši dani nazvan je hrvatski glazbeno-dokumentarni film Naši dani – priča o hrvatskom rocku.

## Popis pjesama
1. "Novi dani uz stare brige" (D.Mlinarec - D.Mlinarec - B.Živković)
2. "Svijet je pun ljubavi" (Vojko Sabolović - V.Sabolović - B.Živković)
3. "Ljubav je njegov svijet" (D.Mlinarec - D.Mlinarec - Branimir Živković)
4. "Nekad smo se voljeli" (V.Sabolović - V.Sabolovic - B.Živković)
5. "Negdje postoji netko" (D.Mlinarec - D.Mlinarec - B.Živković)
6. "Baš me briga" (D.Mlinarec - D.Mlinarec - B.Živković)
7. "Nešto malih stvari" (D.Mlinarec - D.Mlinarec - B.Živković)
8. "Tuga nek ode iz tvog svijeta" (D.Mlinarec - D.Mlinarec - B.Živković)
9. "Sjeti se onih dana (V.Sabolović - V.Sabolović - B.Živković)
10. "Besciljni dani" (D.Mlinarec - D.Mlinarec - B.Živković)
11. "Starac" (D.Mlinarec - D.Mlinarec - B.Živković)
12. "Naši dani" (B.Živković - D.Mlinarec - B.Živković)

## Vanjske poveznice
- Diskografija Grupe 220